# 𐞲
Cette page contient des caractères spéciaux ou non latins. S’ils s’affichent mal (▯, ?, etc.), consultez la page d’aide Unicode.
𐞲, appelée petite capitale y en exposant, petite capitale y supérieur ou lettre modificative petite capitale y, est un symbole phonétique utilisé dans certaines variantes non standard de l’alphabet phonétique international. Il est formé de la lettre petite capitale y ‹ ʏ › mise en exposant.

## Utilisation
Dans certaines variantes de l’alphabet phonétique international non standard, la petite capitale y en exposant est utilisé pour représenter des diphtongues. En 1968, Thomas Gay recommande d’utiliser le symbole en exposant pour la deuxième partie mineure des diphtongues.

## Représentations informatiques
La lettre modificative petite capitale y peut être représenté avec les caractères Unicode suivants (Latin étendu – F) :
| formes       | représentations | chaînes de caractères | points de code | descriptions                                    | note                            |
| ------------ | --------------- | --------------------- | -------------- | ----------------------------------------------- | ------------------------------- |
| modificative | 𐞲               | 𐞲                     | U+107B2        | lettre modificative minuscule petite capitale y | codé pour le symbole phonétique |